# Coral Disease and Health Consortium
Le Coral Disease and Health Consortium (CDHC) est un consortium américain fondé en 2002 à la suite du plan d'action national de l' U.S. Coral Reef Task Force (USCRTF, littéralement Groupe de travail sur les récifs coralliens américains).

## Missions
L'objectif pour ce consortium, défini par la résolution 16.6 de la U.S. Coral Reef Task Force, est de proposer aux personnes chargées de la protection des océans et des côtes des outils pour les aider à préserver les écosystèmes des récifs coralliens et à restaurer ceux qui sont déjà dégradés.
Le consortium ambitionne de partager informations, idées et objectifs communs orientés un plan de recherche national, le Coral Disease and Health: A National Research Plan.

## Organisation
Le CDHC est un réseau de scientifiques (de terrain et de laboratoire), de responsables de récifs coralliens, de représentants d'agences gouvernementales dévoués à comprendre les mécanismes de bienêtre des coraux et leurs maladies.
C'est un réseau important comprenant en 2022 plus de 150 partenaires travaillant dans une démarche collaborative et totalement volontaire, parmi lesquels des agences fédérales comme l'EPA, le DOI, la NOAA, mais aussi des académie, organisations caritatives et industries fournissant leur expertise au CDHC.

## Financement
Les coûts d'infrastructure sont financés par le Coral Conservation Program (littéralement Programme de Conservation des Coraux) financé par le Congrès américain.